# Vulpia geniculata
Vulpia geniculata es una especie de planta herbácea perteneciente a la familia de las poáceas. 

## Descripción
Tallos de hasta 75 cm, erectos o ascendentes. Inflorescencia de hasta 20 cm, en panícula ramificada o racimo oblongoideo u oblongo-ovoideo, más o menos unilateral. Espiguillas de 6-10 mm, con 2-4 (-6) flores fértiles. Gluma inferior de 2,5-7 mm, de menos de 1/3 de la longitud de la superior. Lemas de 5-7,5 mm, con 5 nervios, glabra, ciliada o pubescente, con una arista de 3-11 mm; callo redondeado glabro. Flores con 3 estambres con antera de 2-3,5 mm.

## Distribución y hábitat
Mediterráneo occidental. Crece en pastizales. Florece y fructifica en primavera.

## Taxonomía
Vulpia geniculata fue descrita por (L.) Link y publicado en Hortus Regius Botanicus Berolinensis 1: 148. 1827
Citología
Número de cromosomas de Vulpia geniculata (Fam. Gramineae) y táxones infraespecíficos:  2n=14
Etimología
El nombre del género fue nombrado en honor del botánico alemán J.S.Vulpius (1760–1840)
geniculata: epíteto latino 
Sinonimia
- Bromus geniculatus L.
- Bromus incrassatus Lam.
- Festuca pauana Font Quer
- Festuca sicula Spreng. ex Steud.
- Loretia geniculata (L.) Duval-Jouve
- Loretia incrassata (Lam.) Duval-Jouve
- Mygalurus geniculatus (L.) Link
- Vulpia flavescens Sennen
- Vulpia obtusa Trab.
- Vulpia pauana (Font Quer) Font Quer
- Vulpia subalata Sennen[5][6]

## Nombre común
- Castellano: cervuno, pasto cervuno.[7]